# Phosphatierung
Die Phosphatierung ist ein weit verbreitetes Verfahren in der Oberflächentechnik, bei dem durch chemische Reaktionen von metallischen Oberflächen mit wässrigen Phosphat-Lösungen eine sogenannte Konversionsschicht aus fest haftenden Metallphosphaten gebildet wird. Die Phosphatierung wird meist bei Stahl angewandt, kann aber auch für verzinkte oder cadmierte Stähle und Aluminium verwendet werden. Phosphatieren ist auch unter verschiedenen Markenbezeichnungen wie Bondern, Atramentieren oder Parkerisieren bekannt.
Hauptanwendungsbereiche sind schwacher bis mittlerer Korrosionsschutz, Haftvermittlung, Reib- und Verschleißminderung sowie elektrische Isolation.
Trotz starker Überschneidung mit dem Verwendungszweck gehört das Phosphatieren nicht zu den Passivierungsverfahren.

## Metalle und Arten
Die Arten der Phosphatierung werden danach unterschieden, aus welchen Metallen die Metall-Phosphat-Schicht aufgebaut wird. Weil mehrere Metalle gleichzeitig aufgebracht werden können, ist nur eine grobe Unterteilung möglich. Wenn die Schicht aus drei Metallen besteht, spricht man von der Trikationenphosphatierung.

### Eisen
Beim Eisenphosphatieren wird das Eisen chemisch aus dem Werkstoff selbst gelöst und zusammen mit den Phosphaten wieder eingebaut. Daher wird es als Nicht-Schichtbildendes Verfahren bezeichnet.
Der Korrosionsschutz ist gering. Dieses Verfahren wird vor allem für einen vorübergehenden Schutz verwendet oder als Zwischenschritt vor der Lackierung von Teilen, die nur einen geringen Korrosionsschutz benötigen, beispielsweise bei der Verwendung in Innenräumen.

### Zink
Die Zinkphosphatierung bietet einen höheren Korrosionsschutz als die Eisenphosphatierung. Außerdem wird mit Nickelzusatz die Lackhaftung erheblich verbessert, sowohl auf blankem als auch auf verzinktem Stahl. Und es bilden sich Poren, die Korrosionsschutzöle ausgezeichnet aufnehmen. Die Schicht ist hell- bis mittelgrau und matt.

### Mangan
Die Manganphosphatierung erzeugt eine reibungsreduzierende Schicht, die sehr aufnahmefähig für Öl ist, sodass sie beispielsweise für Gleitlager und Buchsen verwendet wird. Der Korrosionsschutz kann nahe an den von Zinkphosphat heranreichen. Die Schicht ist dunkelgrau bis schwarz und seidig-matt und ein sehr guter Haftgrund für Lacke. Aufgrund der seidigen Oberfläche wird Manganphosphatierung auch für dekorative Zwecke verwendet, vor allem bei Handfeuerwaffen.

### Weitere Metalle und Arten
Eine verbreitete Form der Trikationenphosphatierung besteht aus Zink-Nickel-Mangan. Aufgrund seines hohen Preises und der Gesundheitsgefährdung wird auf Nickel zunehmend verzichtet. Weitere verwendete metallische Zusätze sind Kalzium, Natriumnitrat, Natriumnitrit und Natriumfluorid. Seltener sind Kupfersulfat, Zirkonium und Titan.

## Anwendungen
Die Gleiteigenschaften der Zinkphosphatschichten werden aufgrund der leichten Abscherbarkeit bei der Kaltumformung von Stahl benötigt. Die Schichten können mit den häufig als Schmierstoff eingesetzten Alkaliseifen zu Zinkseifen reagieren und dadurch ein fest haftendes und thermisch belastbares Schmierstoffsystem bilden.
Manganphosphatschichten werden zur Verschleißminderung von hochbelasteten Gleitpartnern verwendet. Sie sollen den Verschleiß beim Einlaufen gering halten und ein Festfressen bei kurzzeitigem Schmierstoffmangel verhindern. Der hohe elektrische Widerstand von Phosphatschichten wird bei Elektroblechen für Magnetkerne ausgenutzt, um sie mit einer dünnen Trennschicht gegeneinander zu isolieren.
Für die Befestigung von gipshaltigen Materialien im Innenausbau z. B. für Gipskartonplatten werden phosphatierte Schrauben verwendet, die nicht chemisch mit Gips (Calciumsulfat) reagieren. Unbehandelte oder verzinkte Schrauben können korrodieren und Rostflecken verursachen.

## Ausführung
Bei jeder Phosphatierung erfolgt zunächst ein Beizangriff auf den Grundwerkstoff, bei dem Metallkationen unter Wasserstoffentwicklung in Lösung gehen und die natürliche Oxidschicht auf dem Metall entfernt wird. Dann erfolgt die Schichtbildung durch Ausfällung schwerlöslicher Phosphate in mindestens einem Bad.
Das einfachste Verfahren ist das Eisenphosphatieren. Dabei wird das gereinigte Werkstück bei Raumtemperatur kurz in schwache Phosphorsäure getaucht. Die Zinkphosphatierung ist deutlich aufwändiger, weil zunächst die Oberfläche des Werkstücks in einem Bad mit speziellen Titansalzen vorbehandelt werden muss, um eine gleichmäßige und feinkristalline Zinkphosphatschicht zu erzielen. Die eigentliche Zinkphosphatierung geschieht dann bei 50 bis 85 °C. Die Manganphosphatierung läuft bei 90 bis 95 °C ab.
Die Schichtdicken reichen von einigen hundert Nanometern bei der Eisenphosphatierung bis zu mehreren Mikrometern bei Zink- und Manganphosphatierungen.

## Umwelt
Unter ökologischen Gesichtspunkten werden Phosphatierungen kritisch gesehen, da z. B. anfallende Verfahrensschlämme und -abwässer als Sondermüll entsorgt werden müssen. Phosphatfreie Konversionsschichten für Automobillackierungen befinden sich in der Entwicklung.